# Моја Москва
Моја Москва (Моя Москва) је химна града Москве (Гимн Города Москвы) од 1995. године. Музику је компоновао Исак Дунајевски 1941. године. 

## Текст који се користи од1995. године
| -{Я по свету немало хаживал, Жил в землянке, в окопах, в тайге, Похоронен был дважды заживо, Знал разлуку, любил в тоске. Но Москвою привык я гордиться И везде повторял я слова: Дорогая моя столица, Золотая моя Москва! Я люблю подмосковные рощи И мосты над твоею рекой, Я люблю твою Красную площадь И кремлёвских курантов бой. В городах и далёких станицах О тебе не умолкнет молва, Дорогая моя столица, Золотая моя Москва! Мы запомним суровую осень, Скрежет танков и отблеск штыков, И в веках будут жить двадцать восемь Самых храбрых твоих сынов. И врагу никогда не добиться, Чтоб склонилась твоя голова, Дорогая моя столица, Золотая моя Москва! Но Москвою привык я гордиться И везде повторял я слова: Дорогая моя столица, Золотая моя Москва! Дорогая моя столица, Золотая моя Москва!}- | Лутао сам много око света, Живео сам у земуницама, рововима, тајгама, Два пута сам био жив сахрањен, Преживео сам опроштаје, волео и био у жалости. Али сам растао учен да будем поносан на Москву, И свуда сам понављао ове речи: Моја драга престоницо, Моја златна Москво! Волим шуме близу Москве, И мостове изнад твоје реке, Волим твој Црвени трг, И звона Кремља, Увек ће бити разговора о теби, У градовима и далеким селима, Моја драга престоницо, Моја златна Москво! Памтићемо ту тешку јесен1, Памтићемо брујање тенкова и бљескове бајонета, И твојих 28 храбрих синова2, Ће живети вековима. Али никад нећеш савити главу пред непријатељем, Моја драга престоницо, Моја златна Москво! Али сам растао учен да будем поносан на Москву, И свуда сам понављао ове речи: Моја драга престоницо, Моја златна Москво! Моја драга престоницо, Моја златна Москво! |

1. Немачка инвазија 1941, одбрана Москве
2. 28 војника који су херојски бранили пут за Москву 1941